# Porcile con latrina

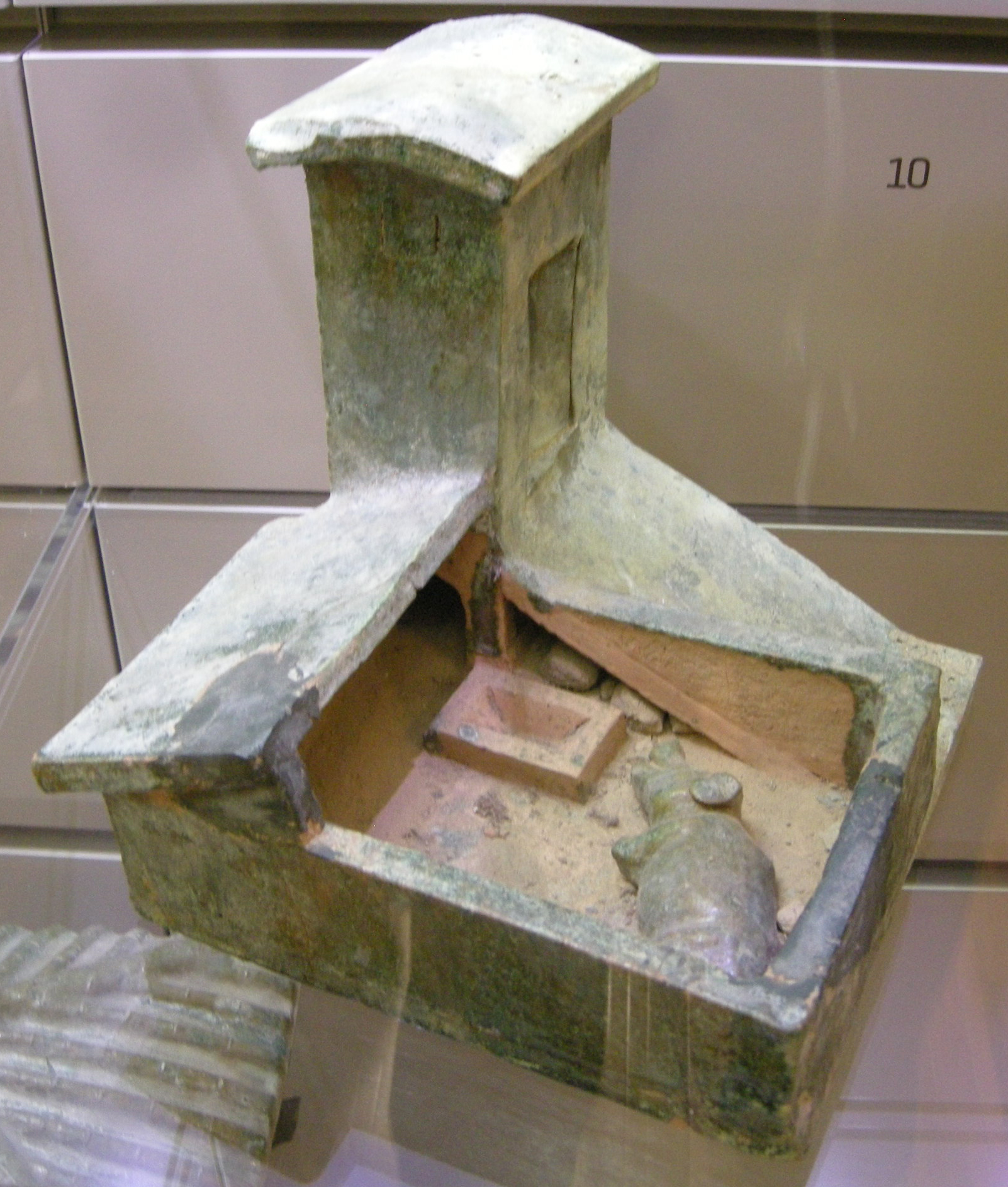
Modellino cinese di porcile con latrina risalente al II secolo

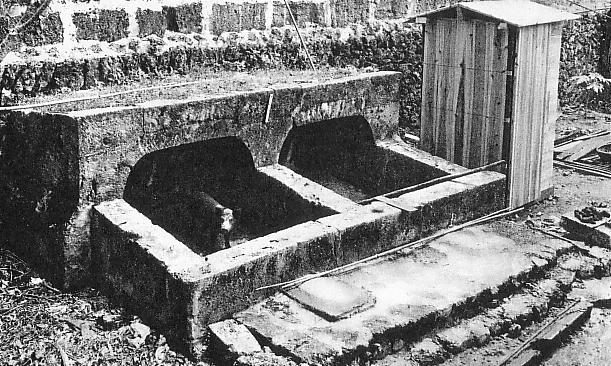
Un porcile con latrina giapponese del periodo Shōwa

Un porcile con latrina (in lingua cinese: 豬廁S, zhū cèP; in lingua giapponese: 豚便所?, buta benjo; in lingua di Okinawa: ふーる?, fūru) è una costruzione costituita da una latrina attigua a un porcile, con uno scivolo o un foro che permette il passaggio degli escrementi da un ambiente all'altro. I maiali all'interno del porcile si cibano così delle feci dell'utente del gabinetto.

## Storia e diffusione
I porcili con latrina erano in passato molto comuni in Cina, ove un singolo ideogramma (圊S, qīngP) sta a significare sia "porcile" che "latrina". In varie tombe risalenti alla dinastia Han (206 a.C.-220 d.C.) sono stati ritrovati numerosi modellini rappresentanti questo tipo di edifici, grazie ai quali è possibile affermare che questa usanza fosse piuttosto comune durante i tempi antichi. Benché l'utilizzo di questo tipo di strutture sia fortemente scoraggiato dalle autorità cinesi in età contemporanea (poiché considerate non igieniche), nel 2005 alcune di queste potevano essere ancora trovate nelle remote province settentrionali.
Sull'isola sudcoreana di Jejudo, habitat naturale del maiale nero di Jeju, i porcili con latrina erano chiamati dottongsi (돗통시?). Tali costruzioni erano diffuse prevalentemente durante gli anni sessanta. Delle strutture simili erano diffuse altresì nella zona di Okinawa, in Giappone, ma tale pratica andò in disuso dopo la seconda guerra mondiale.
Un luogo in cui i porcili con latrina rappresentano ancora una realtà è Goa, sulla costa occidentale dell'India. Secondo un sondaggio riferito al 2003 il 22,7% della popolazione di Goa e Kerala utilizzava ancora abitualmente tale tipo di toilette.